# Telegdi Bálint
Telegdi Bálint (Valentine Telegdi) (Budapest, 1922. január 11. – Pasadena, 2006. április 8. ) Wolf-díjas kísérleti részecskefizikus, a Magyar Tudományos Akadémia tiszteleti tagja.

## Életpályája
Hajózási vállalkozó édesapjával egy hónapos korától délkelet-európai országokban élt.
1928-29-ben két évre visszatértek Budapestre, ahol iskolába járt megtanult magyarul.
Bécsben járt középiskolába, a német megszállás elől költöztek Olaszországba 1938-ban. Az egyetemet Svájcban végezte: Lausanneban vegyészmérnöki alapképzést (diplomamunkája a Geiger–Müller-számlálócső holtidejének tanulmányozása volt), a zürichi Szövetségi Műszaki Főiskolán fizikából doktorált.
1951 és 1976 között a Chicagói Egyetemen tanított, Enrico Fermi közelében. Felesége Szilárd Leó titkárnője volt.
Chicagóban müonokkal mutatta ki, hogy a jobb-bal tükrözési szimmetria (P-szimmetria) sérül (ezt idáig más is kimutatta), kimutatta viszont azt is, hogy ha a rendszert tükrözöm, és a töltést is ellentettjére változtatom, ez a fajta „tükörkép” előfordul a természetben, a töltéstükrözés + tértükrözés szimmetriája (CP-szimmetria) jó közelítéssel igaz. Mindkét kísérletben a müonok bomlását vizsgálta. A sima (negatív) müon a forgásirányához képest mindig az egyik pólus irányába bocsát ki elektronokat, az antimüon (a müon pozitív töltésű antirészecskéje) pedig a másik pólus irányába.
1978 és 1992 között a California Institute of Technology (Caltech) tanára volt. 1991-ben kapta meg a Wolf-díjat Archiválva 2006. október 2-i dátummal a Wayback Machine-ben.
1976-tól 1989-ig, nyugdíjazásáig professzor volt a zürichi Szövetségi Műegyetemen (Eidgenössische Technische Hochschule). Nyugdíjba vonulása után a CERN-ben dolgozott.

## Külső hivatkozások

### Művei
- Telegdi Bálint: Megemlékezés Enrico Fermiről, Fizikai Szemle, 2001/10
- Telegdi Bálint: A kísérleti fizika intellektuális tartalma, Fizikai Szemle 2002/01 (Eredetileg: Mind over matter: The intellectual content of experimental physics, 1990)
- Telegdi Bálint: Fermi és Szilárd, Fizikai Szemle 1997/3
- További cikkek angolul